# سیمون سیمونیان
سیمون سیمونیان (ارمنی: Սիմոն Սիմոնեան؛ زاده ۲۴ مارس [سبک قدیمی: ۱۱ مارس] ۱۹۱۴ - درگذشته ۱۱ مارس ۱۹۸۶) یک متفکر ارمنی که بنیانگذار گاهنامه ارمنی زبان ادبی-اجتماعی «اسپیورک» بود.

## زندگی‌نامه
سیمونیان پسر بزرگ اُوه از اهالی ساسون و مانوش از اهالی غازی عینتاب، یک بازمانده نسل‌کشی ارمنی‌ها بود. در سال ۱۹۲۱ خانواده اش به حلب مهاجرت کردند. در بین سال‌های ۱۹۳۰ تا ۱۹۳۵ سیمونیان در مدرسه دینی أنطلیاس تحصیل نمود. وی آرشیو اصلی سریر مقدس کیلیکیه، لبنان را سرپرست نمود. وی تعداد زیادی داستان کوتاه، رمان و به علاوه تعداد زیادی کتاب درسی دربارهٔ تاریخ و زبان را تألیف نمود. وی همچنین مدیر خانه انتشاراتی «سِوان» (Sevan) بود جایی که وی حدود ۶۰۰ کتاب به چاپ رساند. در سال ۱۹۵۴ وی از ارمنستان شوروی دیدار نمود جایی که وی با شاعر ارمنستانی سیلوا کاپوتیکیان ملاقات نمود. از سال ۱۹۳۶، وی رئیس اتحادیه Compatriotic ساسون بود.

## آثار
- Կը խնդրուի խաչաձեւել، ۱۹۶۵
- Խմբապետ Ասլանին աղջիկը، ۱۹۶۷
- Լեռնականներու վերջալոյսը، ۱۹۶۸
- Սիփանայ քաջեր، ۱۹۶۷–۷۰
- Լեռ եւ ճակատագիր، ۱۹۷۲
- Անժամանդրոս، ۱۹۷۸